# بین‌بغا (افشین)
بین‌بغا (به لاتین: Binboğa) یک منطقهٔ مسکونی در ترکیه است که در افشین (شهر) واقع شده‌است. بین‌بغا ۲۳۵ نفر جمعیت دارد.